# Damernas turnering i volleyboll vid Islamic Solidarity Games 2021
Islamic Solidarity Games 2021 spelades mellan 8 och 15 augusti 2022 i Konya, Turkiet under Islamic Solidarity Games 2021. Det var andra gången tävlingen innehöll en volleybollturnering för damer.  Sju lag deltog och Turkiet vann turneringen för första gången genom att besegra Iran i finalen..

## Arenor
|                                                                           |  |  |
|                                                                           |  |  |
| Karatay Kongre ve Spor Merkezi Stad: Konya Kapacitet: 10 000 Öppnad: 2013 |  |  |

## Regelverk

### Format
Turneringen spelades i två steg
- Gruppspelsfas, där lagen delades in i två grupper där alla mötte alla andra. De två bästa lagen i varje grupp gick vidare till slutspel.
- Slutspel, med semifinaler, final och match om tredjepris, som alla avgjordes genom en direkt avgörande match.

### Rankningskriterier
Om slutresultatet blev 3-0 eller 3-1 tilldelades 3 poäng till det vinnande laget och 0 till det förlorande laget, om slutresultatet blev 3-2 tilldelades 2 poäng till det vinnande laget och 1 till det förlorande laget. 
Rankningsordningen definierades utifrån:
- Antal vunna matcher
- Poäng
- Kvot vunna / förlorade set
- Kvot vunna / förlorade poäng.
- Inbördes möte

## Deltagande lag
| Lag          | Deltog senast |
| ------------ | ------------- |
| Afghanistan  | Debut         |
| Azerbajdzjan | Baku 2017     |
| Kamerun      | Debut         |
| Iran         | Debut         |
| Senegal      | Debut         |
| Turkiet      | Baku 2017     |
| Uzbekistan   | Debut         |

## Turneringen[3]

### Gruppspel
| Grupp A    | Grupp B      |
| ---------- | ------------ |
| Iran       | Afghanistan  |
| Turkiet    | Azerbajdzjan |
| Uzbekistan | Kamerun      |
| -          | Senegal      |

#### Grupp A

##### Resultat
| 8 augusti 2022 Karatay Kongre ve Spor Merkezi, Konya Speltid: 0:55 - Åskådare: 5 200  | Turkiet    | 3 - 0 | Uzbekistan | 25-13, 25-3, 25-15         |
| 10 augusti 2022 Karatay Kongre ve Spor Merkezi, Konya Speltid: 1:39 - Åskådare: 300   | Uzbekistan | 1 - 3 | Iran       | 15-25, 16-25, 28-26, 16-25 |
| 12 augusti 2022 Karatay Kongre ve Spor Merkezi, Konya Speltid: 1:10 - Åskådare: 6 150 | Turkiet    | 3 - 0 | Iran       | 25-20, 25-15, 25-17        |

##### Sluttabell
| Pos. | Lag        | Pt | G | V | P | VS | FS | Kvot  | VP  | FP  | Kvot  |
| ---- | ---------- | -- | - | - | - | -- | -- | ----- | --- | --- | ----- |
| 1.   | Turkiet    | 6  | 2 | 2 | 0 | 6  | 0  | MAX   | 150 | 83  | 1,807 |
| 2.   | Iran       | 3  | 2 | 1 | 1 | 3  | 4  | 0,750 | 153 | 150 | 1,020 |
| 3.   | Uzbekistan | 0  | 2 | 0 | 2 | 1  | 6  | 0,166 | 106 | 176 | 0,602 |

      Kvalificerade för semifinal

#### Grupp B

##### Resultat
| 8 augusti 2022 Karatay Kongre ve Spor Merkezi, Konya Speltid: 0:50 - Åskådare: 1 150  | Azerbajdzjan | 3 - 0 | Senegal      | 25-7, 25-6, 25-10         |
| 9 augusti 2022 Karatay Kongre ve Spor Merkezi, Konya Speltid: 0:55 - Åskådare: ?      | Afghanistan  | 0 - 3 | Kamerun      | 16-25, 7-25, 15-25        |
| 10 augusti 2022 Karatay Kongre ve Spor Merkezi, Konya Speltid: 0:55 - Åskådare: 500   | Afghanistan  | 0 - 3 | Azerbajdzjan | 4-25, 11-25, 4-25         |
| 10 augusti 2022 Karatay Kongre ve Spor Merkezi, Konya Speltid: 1:08 - Åskådare: 1 100 | Senegal      | 0 - 3 | Kamerun      | 16-25, 17-25, 11-25       |
| 12 augusti 2022 Karatay Kongre ve Spor Merkezi, Konya Speltid: 1:37 - Åskådare: 500   | Kamerun      | 1 - 3 | Azerbajdzjan | 31-29, 12-25, 8-25, 26-28 |
| 12 augusti 2022 Karatay Kongre ve Spor Merkezi, Konya Speltid: 1:01 - Åskådare: 300   | Afghanistan  | 0 - 3 | Senegal      | 22-25, 8-25, 9-25         |

##### Sluttabell
| Pos. | Lag          | Pt | G | V | P | VS | FS | Kvot  | VP  | FP  | Kvot  |
| ---- | ------------ | -- | - | - | - | -- | -- | ----- | --- | --- | ----- |
| 1.   | Azerbajdzjan | 9  | 3 | 3 | 0 | 9  | 1  | 9,000 | 257 | 119 | 2,160 |
| 2.   | Kamerun      | 6  | 3 | 2 | 1 | 7  | 3  | 2,333 | 227 | 189 | 1,201 |
| 3.   | Senegal      | 3  | 3 | 1 | 2 | 3  | 6  | 0,500 | 142 | 189 | 0,751 |
| 4.   | Afghanistan  | 0  | 3 | 0 | 3 | 0  | 9  | 0,000 | 96  | 225 | 0,427 |

      Kvalificerade för semifinal

### Slutspel
|  | Semifinaler | Semifinaler  | Semifinaler |      |    | Final               | Final               | Final               |  |
|  |             |              |             |      |    |                     |                     |                     |  |
|  | 1A          | Turkiet      | 3           |      |    |                     |                     |                     |  |
|  | 1A          | Turkiet      | 3           |      |    |                     |                     |                     |  |
|  | 2B          | Kamerun      | 0           |      |    |                     |                     |                     |  |
|  | 2B          | Kamerun      | 0           |      | 1A | Turkiet             | 3                   |                     |  |
|  |             |              |             |      | 1A | Turkiet             | 3                   |                     |  |
|  |             |              | 2A          | Iran | 0  |                     |                     |                     |  |
|  | 1B          | Azerbajdzjan | 2A          | Iran | 0  | 1                   |                     |                     |  |
|  | 1B          | Azerbajdzjan |             |      |    | 1                   |                     |                     |  |
|  | 2A          | Iran         | 3           |      |    | Match om tredjepris | Match om tredjepris | Match om tredjepris |  |
|  | 2A          | Iran         | 3           |      |    |                     |                     |                     |  |
|  |             |              |             |      |    |                     |                     |                     |  |
|  |             |              |             |      |    | 2B                  | Kamerun             | 0                   |  |
|  |             |              |             |      |    | 2B                  | Kamerun             | 0                   |  |
|  |             |              |             |      |    | 1B                  | Azerbajdzjan        | 3                   |  |

#### Semifinaler
| 14 augusti 2022 Karatay Kongre ve Spor Merkezi, Konya Speltid: 1:38 - Åskådare: 100   | Azerbajdzjan | 1 - 3 | Iran    | 18-25, 25-18, 16-25, 22-25 |
| 14 augusti 2022 Karatay Kongre ve Spor Merkezi, Konya Speltid: 1:01 - Åskådare: 6 000 | Turkiet      | 3 - 0 | Kamerun | 25-14, 25-13, 25-11        |

#### Match om tredjepris
| 15 augusti 2022 Karatay Kongre ve Spor Merkezi, Konya Speltid: 1:04 - Åskådare: 200 | Kamerun | 0 - 3 | Azerbajdzjan | 25-27, 13-25, 17-25 |

#### Final
| 15 augusti 2022 Karatay Kongre ve Spor Merkezi, Konya Speltid: 1:12 - Åskådare: 8 000 | Turkiet | 3 - 0 | Iran | 25-16, 25-14, 25-15 |

## Slutplaceringar
| Pos | Lag          |
| --- | ------------ |
|     | Turkiet      |
|     | Iran         |
|     | Azerbajdzjan |
| 4.  | Kamerun      |
| 5.  | Senegal      |
| 6.  | Uzbekistan   |
| 7.  | Afghanistan  |

## Statistik
| Vunna poäng | Vunna poäng          | Vunna poäng | Vunna poäng  |
| Pos.        | Namn                 | Poäng       | Lag          |
| ----------- | -------------------- | ----------- | ------------ |
| 1           | Maedeh Borhani       | 55          | Iran         |
| 1           | Marharyta Stepanenko | 55          | Azerbajdzjan |
| 3           | Jelyzaveta Ruban     | 53          | Azerbajdzjan |
| 4           | Estelle Adiana       | 49          | Kamerun      |
| 5           | Yaprak Erkek         | 47          | Turkiet      |

| Vunna attacker | Vunna attacker       | Vunna attacker | Vunna attacker |
| Pos.           | Namn                 | Poäng          | Lag            |
| -------------- | -------------------- | -------------- | -------------- |
| 1              | Maedeh Borhani       | 49             | Iran           |
| 1              | Marharyta Stepanenko | 49             | Azerbajdzjan   |
| 3              | Estelle Adiana       | 44             | Kamerun        |
| 3              | Jelyzaveta Ruban     | 44             | Azerbajdzjan   |
| 5              | Odina Äliyeva        | 42             | Azerbajdzjan   |

| Vunna block | Vunna block        | Vunna block | Vunna block  |
| Pos.        | Namn               | Poäng       | Lag          |
| ----------- | ------------------ | ----------- | ------------ |
| 1           | Yasemin Yıldırım   | 11          | Turkiet      |
| 2           | Ayşän Äbdüläzimova | 10          | Azerbajdzjan |
| 2           | Arielle Olomo      | 10          | Kamerun      |
| 4           | Ayçin Akyol        | 8           | Turkiet      |
| 4           | Olena Charčenko    | 8           | Azerbajdzjan |

| Serveess | Serveess            | Serveess | Serveess     |
| Pos.     | Namn                | Poäng    | Lag          |
| -------- | ------------------- | -------- | ------------ |
| 1        | Ayşän Äbdüläzimova  | 11       | Azerbajdzjan |
| 2        | Shafagat Alishanova | 10       | Azerbajdzjan |
| 2        | Yaprak Erkek        | 10       | Turkiet      |
| 4        | Yasemin Yıldırım    | 8        | Turkiet      |
| 5        | Elahe Shahdehsari   | 7        | Iran         |